# Silencio Absoluto
Silencio Absoluto es un grupo de Rock (original de Fuenmayor, La Rioja) formado en 1989 por Txinin, Joselito Apaleao, Rober y Javato. En su discografía se encuentran una maqueta, seis álbumes de estudio y un recopilatorio.

## Biografía
1995 – Primera maqueta, “Meando fuera”, con un sonido precario y punk, con una actitud más rebelde que en las posteriores grabaciones.
1997 – Grabación de su primer álbum, “A ver qué pasa…”, en los estudios Sonograf de Pamplona, con lo que la banda hace gran cantidad de conciertos en La Rioja y alrededores (Navarra, Burgos, Soria, Vizcaya, Álava, Guipúzcoa, Zaragoza y Huesca).
1998 – Locomotive ficha a Silencio Absoluto y reedita el disco “a ver qué pasa…”  bajo el sello con el que permanecen dos años.
2000 – Grabación de su segundo álbum, “Ruta del Vino”, en los estudios Sonido XXI de Esparza de Galar bajo la producción de los hermanos Javier y Juanan San Martín con los que siguen trabajando hasta la fecha y a los que la banda considera parte de Silencio Absoluto.
Creación de su propio sello discográfico Jabibi Doctor Records con el que editan el disco. Fueron años de mucho trabajo y esfuerzo personal para la banda mantener el sello y el grupo a la vez, pero una experiencia única y enriquecedora con la que aprendieron todos los entresijos de lo que era realmente la industria musical. Además se editaron varios trabajos de otros artistas con el sello.
2002 – Grabación del tercer álbum, “A brincos entre la luna y el sol”, en los estudios Sonido XXI y firma del contrato discográfico con EDG music, sello que habían creado los hermanos San Martín.
Este es el disco que lanza al grupo a girar por toda España, a participar en varios festivales y con el que hacen una gira conjunta de 15 conciertos con Marea entre octubre y diciembre de 2002.
La banda para este trabajo cuenta por primera vez con cuatro colaboraciones de auténtico lujo, Lichis (La Cabra Mecánica) en el tema "Esta es mi Historia", Brigi (Koma) en el tema "Oigo Campanas" y Kutxi Romero (Marea) y El Drogas (Barricada) en el tema "Ayer me vi".
2003- Grabación del videoclip "Esta es mi historia", dirigido por Gonzalo Sanz Mendoza y rodado en Fuenmayor en el Cine-Teatro y Pub 2 Calles los días 13 y 14 de mayo de 2003.
2004 – Grabación del cuarto álbum, “Camisa de once varas”, en los estudios Sonido XXI y editado también con el sello EDG music y con el que la banda hace la gira más extensa hasta la fecha tocando en salas y en todos los grandes festivales.
Grabación del videoclip "Camisa de once varas". Diseño de personajes, animación y dirección por T.H.M. Producciones (Barcelona).
2005 – En septiembre de 2005 la banda decide parar indefinidamente y emprender otros proyectos musicales.
2008 - Publican "Que ladren los perros y callen las balas" bajo el nombre Trece Forajidos con las letras y música de Joselito Apaleao, Txinin y Javato. Produce Javier San Martín. Grabado en Sonido XXI entre junio y agosto de 2007. Maldito Records y EDG Music.
2012 – De vuelta con un quinto álbum bajo el brazo, “A puñetazos con los abrazos”, la banda ficha con la discográfica Maldito Records y el disco sale a la venta el 20 de marzo de 2012.
2014 - Fin de Gira "A puñetazos con los abrazos".
Después de siete años arrancan en Madrid en la Sala Ritmo y Compás el 4 de mayo una gira por toda España, que les llevara a tocar en festivales como el Aupa Lumbreiras, EnVivo, TirgoRock, MagostaRock, F.I.Z., Alfarock, etc.
Cambiarían el nombre a Silenciados "Silencia2". Bajo este nuevo nombre en 2015 sacarían su primer álbum y en 2017 el segundo (ver en el apartado de discografía).

## Discografía
- "Meando fuera" (1995)
- "A ver qué pasa…" (1997)
- "Ruta del Vino" (2000)
- "A brincos entre la luna y el sol" (2002)
- "Camisa de once varas" (2004)
- "A puñetazos con los abrazos" (2012)
- "Cultura Irracional" (2015)
- "Las noches que fuimos salvajes" (2017)